# Strategia dei concetti fenomenici
La strategia dei concetti fenomenici (in inglese Phenomenal Concept Strategy o PCS) è un approccio nel campo della filosofia della mente per fornire una risposta fisicalista ad argomenti contro il fisicalismo (ad. es., le lacune esplicative e gli zombi filosofici). Il nome è stato coniato da Daniel Stoljar. Come ha affermato David Chalmers, PCS "localizza il divario nella relazione tra i nostri concetti di processi fisici e i nostri concetti di coscienza, piuttosto che nella relazione tra i processi fisici e la coscienza stessa". L'idea è che se si riesce a spiegare perché pensiamo che ci sia un gap esplicativo, questo renderà meno cogenti le motivazioni per mettere in discussione il fisicalismo.

## Panoramica
I sostenitori della strategia dei concetti fenomenici in genere aderiscono a ciò che Chalmers chiama "materialismo di tipo B" (in inglese type-B materialism). Questa versione sostiene l'esistenza di un divario epistemico ma non ontologico tra la conoscenza scientifica (la fisica come tipo di conoscenza emblematica) e l'esperienza soggettiva, e presenta una versione dualista rispetto ai concetti, ma monista rispetto alla realtà. Per dualismo concettuale, si intende l'avvalersi di concetti differenti che si riferiscono allo stesso oggetto (ad. es., "calore" e "movimento molecolare" sono due concetti diversi che puntano alla stessa proprietà). L'originalità di questa proposta consiste nel suggerimento che i concetti fenomenici sono un tipo di concetti diverso rispetto a quelli cosiddetti fisici o fisico-funzionali (in inglese functional-physical). Secondo PCS, se le spiegazioni del fisicalismo non appaiono soddisfacenti, ciò dipende dai i concetti fisico-funzionali utilizzati. In particolare, dal fatto che questi ultimi non implichino i concetti fenomenici con i quali caratterizziamo il fenomeno che miriamo a spiegare.

## Tipi di concetto
Chalmers delinea diversi modi in cui i concetti fenomenici potrebbero essere distinti:

### Concetti ricognitivi
Sono i cosiddetti "dimostrativi-del-tipo" (in inglese, type-demonstratives) con i quali indichiamo "uno di quel (tipo)". Ad esempio:
Peter Carruthers suggerisce che i concetti fenomenici sono riconoscitivi in maniera pura, il che significa:
1. si applicano direttamente alle istanze
2. sono isolati concettualmente, cioè non hanno connessioni a priori con altri concetti (inclusi quelli fisici o funzionali).

In altre parole, concetti fisici e fenomenici hanno ruoli concettuali distinti, sono pensati in modi diversi tra loro.

### Concetti indicali
Diversi filosofi hanno suggerito che i concetti fenomenici denotano gli stati cerebrali in modo indicale (un termine che fa riferimento allo nozione di indexical), nella stessa maniera in diciamo "ora" per indicare un momento particolare. Immaginiamo una persona che crede di un certo evento che "inizia a mezzogiorno". A mezzogiorno, la stessa persona matura la convinzione che lo stesso evento "inizia ora". Sembra plausibile pensare che questa sia una convinzione in qualche modo diversa dalla prima seppur riferendosi allo stesso fatto. L'idea dei concetti indicali fa riferimento a questa possibilità, applicata ai nostri stati cerebrali.

### Concetti costituzionali
Katalin Balog difende una versione costituzionale dei concetti fenomenici, in cui "i token di esperienze servono come modi di presentazione delle proprietà fenomeniche istanziate". Ad esempio, il concetto di dolore è parzialmente costituito da un token dell'esperienza di dolore quindi un concetto esperibile in maniera diretta. Ciò significa che il referente del concetto non sarà determinato a priori tramite una descrizione dello stesso ma da come il concetto è costituito. Mentre sembra che le informazioni fisiche/funzionali su H2O ci dicano tutto quello che c'è da sapere su di essa, l'esperienza fenomenica offre qualcosa in più proprio perché possiamo afferrare la sostanza della sua natura. 

### Concetti citazionali
Alcuni sostengono che gli stati fenomenici sono una parte dei concetti che usiamo per riferisci ad essi. Ad esempio, Papineau suggerisce che i concetti fenomenici sono citazionali (in inglese, quotational), come a dire "Quello stato: ___".
Egli sostiene che le normali affermazioni di identità fisica (come ad esempio che il calore è energia cinetica molecolare) coinvolgono due descrizioni che possiamo associare nella nostra mente. Al contrario, possiamo pensare un concetto fenomenico solo nel farne esperienza, o almeno immaginandola. Ciò crea l'effetto del cosa-si-prova (in inglese "what-it-is-like"). Quindi:
Papineau paragona la situazione alla distinzione uso-menzione: i concetti fenomenici usano direttamente le esperienze a cui si riferiscono, mentre le descrizioni fisiche si limitano a menzionarle.